# Fira de Sant Miquel (Santpedor)
El 29 de setembre se celebrava aquesta fira d'origen medieval, el principal atractiu de la qual consistia en l'afluència de forasters. El contingut ha anat variant: de ser una fira tèxtil (primer de la llana, després de la seda), va passar a ser ramadera i d'objectes variants. Actualment ha deixat de tenir un caràcter marcada ment comercial.